# Быстрова, Наталья Ивановна
Ната́лья Ива́новна Быстро́ва (в замужестве — Чиркова; род. 23 июня 1947) — советская пловчиха.

## Карьера
На Олимпиаде в Токио участвовала в предварительном заплыве комбинированной эстафеты 4×100 метров, где сборная СССР показала лучший результат и установила олимпийский рекорд. В финале была заменена на Наталью Устинову, сборная СССР пропыла медленнее на 0,1 сек и заняла третье место, отстав на серебряных призёров из Нидерландов на 2,2 сек. На дистанциях 100 и 400 метров вольным стилем не смогла выйти в финал.
С конца 1980-х активно выступает в соревнованиях ветеранов, многократно побеждала на чемпионатах СССР и России в различных возрастных категориях, была призёром чемпионата мира.